# 内梅特·米克洛什 (田径运动员)
内梅特·米克洛什（匈牙利語：Németh Miklós，1946年10月23日—），匈牙利男子田径运动员，主攻标枪。他曾代表匈牙利参加1968年、1972年、1976年和1980年夏季奥林匹克运动会田径比赛。